# Holascus
Holascus is een geslacht van sponsdieren uit de klasse van de Hexactinellida.

## Soorten
- Holascus ancoratus (Lendenfeld, 1915)
- Holascus belyaevi Koltun, 1970
- Holascus edwardsi Lendenfeld, 1915
- Holascus euonyx (Lendenfeld, 1915)
- Holascus fibulatus Schulze, 1886
- Holascus obesus Schulze, 1904
- Holascus polejaevi Schulze, 1886
- Holascus pseudostellatus Janussen, Tabachnick & Tendal, 2004
- Holascus ridleyi Schulze, 1886
- Holascus robustus Schulze, 1896
- Holascus stellatus Schulze, 1886
- Holascus taraxacum (Lendenfeld, 1915)
- Holascus tener Schulze, 1896
- Holascus tenuis Schulze, 1904
- Holascus undulatus Schulze, 1899